# Peltops
Peltops é um género de aves da família Corvidae, tribo Artamini.
Este género contém as seguintes espécies:
- Peltops blainvillii
- Peltops montanus